# 公廨田
公廨田，隋唐时期由政府授给京内外各官署的公田，所收地租供官府公用。

## 历史演变
公廨田源于北魏太和年间的职分田制度。隋文帝开皇九年（589年），诏给外官公廨田，其名由此始。除职分田外，分配给各级官署不同数量的田地，以所收地租补贴办公费用，叫公廨田。

### 唐朝
唐朝的制度，内外各官署均依照等级高低，分别给予公廨田。
京官
- 司农寺二十六顷
- 殿中省二十五顷
- 少府监二十二顷
- 太常寺二十顷
- 京兆府、河南府各十七顷
- 太府寺十六顷
- 吏部、户部各十五顷
- 兵部、内侍省各十四顷
- 中书省、将作监各十三顷
- 刑部、大理寺各十二顷
- 尚书都省、门下省、太子左春坊各十一顷
- 工部十顷
- 光禄寺、太仆寺、秘书监各九顷
- 礼部、鸿胪寺、都水监、太子詹事府各八顷
- 御史台、国子监、京县各七顷

外官
- 大都督府四十顷
- 中都督府三十五顷
- 下都督府、都护府、上州各三十顷
- 中州二十顷
- 宫总监、下州各十五顷
- 上县十顷
- 中县八顷
- 下县六顷
- 上牧监、上镇各五顷
- 下县及中、下牧、司竹监、中镇、诸军折冲府各四顷
- 诸冶监、诸仓监、下镇、上关各三顷
- 互市监、诸屯监、上戍、中关及津各二顷
- 下关一顷五十亩
- 中戍、下戍、岳、渎各一顷

公廨田的经营与职田相同，借民佃种，收粟、麦、草、丝等实物，亩税二至六斗。

## 影響
日本飛鳥時代《大寶律令》仿隋唐推出用「公廨田」，同時期高麗也使用這個制度。